# Талдомская волость
Талдомская волость (с 3 декабря 1918 года — Ленинская) — волость в составе Калязинского уезда Тверской губернии Российской империи и РСФСР, а также Ленинского уезда Московской губернии РСФСР. Существовала до 1929 года. Центром волости было село Талдом (в 1918—1930 — Ленинск).

## Дореволюционный период
По данным 1890 года к Талдомской волости относилось 53 селения, крупнейшими из которых были село Талдом (958 жителей), деревни Ахтимнеево (573 жителя) и Великий Двор (534 жителя). Средняя величина семьи составляла 5,4 человека, на каждую приходилось 11,9 десятин землевладения.
Площадь территории волости составляла 357,9 квадратных вёрст, абсолютное число жителей — 12 124 человека. По этим двум показателям волость занимала первое место в Калязинском уезде, по густоте населения — предпоследнее.

## Послереволюционный период
1918 год. 8 селений волости отошли в Кимрский уезд. Решением Тверского губисполкома 3 декабря 1918 года с. Талдом переименовано в г. Ленинск, а Талдомская волость в Ленинскую.
1919 год. В волости 46 селений.
1920 год. В волости 15 сельсоветов: Атемневский, Вотринский, Высочковский, Григоровский, Желдыбенский, Зятьковский, Каменевский, Квашенский, Платунинский, Прислонский, Ростовский, Сменковский, Сотсковский, Страшевский, Утенинский.
1921 год. Постановлением президиума ВЦИК от 15 августа 1921 года Ленинская волость, вместе с пятью другими волостями Калязинского уезда, была включена в состав образованного Ленинского уезда.
1923 год. В волости 15 сельсоветов: Ахтимнеевский, Бобылинский, Вотрянский, Высочковский, Высочко-Зятьковский, Григоровский, Желдыбинский, Каменевский, Карачуновский, Квашенковский, Платунинский, Прислонский, Ростовский, Сотсковский и Утенинский.
1924 год. Высочковский сельсовет реорганизован в Высочко-Ленинский, Карачуновский включён в состав Ахтимнеевского, Сотсковский — в состав Квашенковского.
Постановлением президиума Моссовета от 31 марта 1924 года к волости были присоединены все селения Стариковской и часть Раменской волостей, в дореволюционное время составлявших Караваевскую волость Дмитровского уезда, а также северная часть Нушпольской волости Александровского уезда и Михайловской волости Переяславского уезда Владимирской губернии.
1925 год. Вотрянский сельсовет включён в состав Бобылинского, Желдыбинский — в состав Квашенковского, Платунинский — в состав Высочко-Зятьковского, переименованного в Зятьковский. Образованы Жуковский, Калинковский, Куниловский, Ляпинский, Ноговицинский, припущаевский и Стариковский; из состава Квашенковского выделен Сотсковский сельсовет.
1926 год. Ляпинский сельсовет реорганизован в Минеевский.
По материалам Всесоюзной переписи населения 1926 года численность населения 121 населённого пункта волости составила 17 464 человека (8425 мужчин, 9039 женщин), насчитывалось 3913 хозяйств, среди которых 2936 крестьянских. В деревнях Ахтимнеево, Волдынь, Вотря, Зятьково, Прислон, Растовцы, Серебренниково, Сотское, Троица-Вязники, Юркино, сёлах Каменево и Квашёнки имелись школы 1-й ступени.
1929 год. Минеевский сельсовет переименован в Мишуковский, Ноговицинский включён в состав Утенинского.
В ходе реформы административно-территориального деления СССР в 1929 году Ленинская волость была упразднена, а её территории разделена между Ленинским (с 1930 года — Талдомский) и Кимрским районами Кимрского округа Московской области. На тот момент в волости было 17 сельсоветов.